# (9064) Johndavies
(9064) Johndavies es un asteroide perteneciente al cinturón de asteroides, región del sistema solar que se encuentra entre las órbitas de Marte y Júpiter.
Fue descubierto el 21 de enero de 1993 por el equipo del proyecto Spacewatch desde el observatorio Nacional de Kitt Peak.

## Designación y nombre
Designado provisionalmente como 1993 BH8, fue nombrado por John K. Davies (n. 1955), del Centro Conjunto de Astronomía,  quien fue clave en el exitoso descubrimiento y seguimiento de (3200) Faetón y varios cometas con el satélite IRAS en 1983. También ha realizado estudios sobre la naturaleza infrarroja de planetas menores distantes y es autor de varios libros y artículos de divulgación.

## Características orbitales
Johndavies está situado a una distancia media del Sol de 2,433 ua, pudiendo alejarse hasta 2,749 ua y acercarse hasta 2,117 ua. Su excentricidad es 0,130 y la inclinación orbital 8,128 grados. Emplea 1386,46 días en completar una órbita alrededor del Sol.

## Características físicas
La magnitud absoluta de Johndavies es 14,06. Tiene 3,969 km de diámetro y su albedo se estima en 0,407.